# میثم فردوسی
میثم فردوسی (زادهٔ ۱۳ بهمن ۱۳۶۸) بازیکن فوتبال اهل ایران است که در پست هافبک میانی برای باشگاه فوتبال سپیدرود رشت در لیگ دسته دوم بازی می‌کند. او همچنین مالک تیم فوتبال فردوسی سنگر است.